# Aase Ziegler
Aase Ziegler, född den 28 maj 1906 i Sorø Danmark, död den 10 mars 1975, var dansk skådespelare och sångare.
Ziegler studerade vid Det Kongelige Teaters elevskole och vid Operaskolen. Efter studierna engagerades hon som revy- och vissångerska. Hon anställdes 1954 av dansk TV som producent vid nöjesavdelningen. Hon var syster till skådespelaren Lulu Ziegler.

## Filmografi (urval)
- 1954 - Himlen är blå
- 1933 - Tango